# Waterfazant
De waterfazant (Hydrophasianus chirurgus) is een vogel uit de familie van de jacana's (Jacanidae).

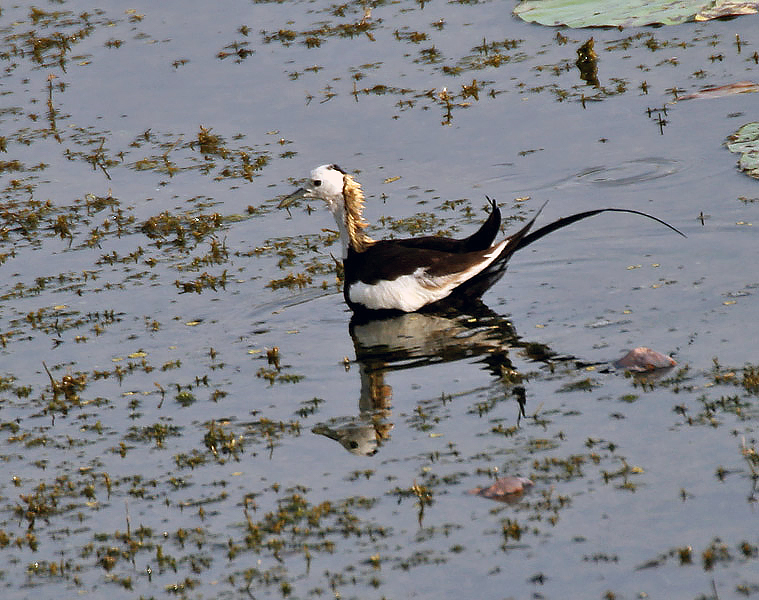
Waterfazant in zomerkleed

## Kenmerken
De vogel is 39 tot 58 cm lang, inclusief de staart van 25 tot 35 cm. De vogel heeft in de broedtijd een opvallend verenkleed met een lange staart, buiten de broedtijd is de staart hoogstens 12 cm. Mannetje en vrouwtje verschillen onderling niet sterk, alleen in grootte. Het mannetje weegt gemiddeld 126 gram, het vrouwtje is bijna twee keer zo zwaar en weegt gemiddeld 231 gram. In de broedtijd heeft de vogel opvallend witte vleugels met slagpennen met een zwart uiteinde. De kop en de nek zijn wit met op de kruin een zwarte vlek, van waaruit twee zwarte strepen de begrenzing vormen van een glanzend, goudgele vlek achter op de hals. De middelste twee staartveren zijn zwartbruin tot lichtbruin en zeer lang. Buiten de broedtijd is de staart veel korter, is de vogel van boven groenbruin en is de streping op de kop minder uitbundig en dofbruin.

## Verspreiding en leefgebied
Deze soort komt voor in de moerassen van China, India, Zuidoost-Azië en de Filipijnen. In de winter wordt de vogel ook aangetroffen op Sumatra en Java, Bali en bovendien in Oman en Jemen.
Het is een vogel van draslanden zoals meren, plassen, waterbekkens, rijstvelden en moerassen met veel begroeiing. De vogel broedt in draslanden met water met drijvende waterplanten zoals waternoot (Trapa natans), waterlelies en heilige lotus (Nelumbo nucifera).

## Status
De waterfazant heeft een groot verspreidingsgebied en daardoor is de kans op de status  kwetsbaar (voor uitsterven) gering. De grootte van de populatie werd in 2006 geschat op meer dan 100.000 individuen. Dit aantal gaat achteruit. Echter, het tempo ligt onder de 30% in tien jaar (minder dan 3,5% per jaar). Om deze redenen staat deze jacana als niet bedreigd op de Rode Lijst van de IUCN.